# Федосеевка (Акмолинская область)
Федосе́евка (каз. Федосеевка) — село в Бурабайском районе Акмолинской области Казахстана. Входит в состав Веденовского сельского округа. Код КАТО — 117037700.

## География
Село расположено в южной части района, на берегу реки Аршалы, на расстоянии примерно 60 километров к юго-западу от административного центра района — города Щучинск, в 7 километрах к юго-востоку от административного центра сельского округа — села Веденовка.
Абсолютная высота — 370 метров над уровнем моря.
Ближайшие населённые пункты: село Веденовка — на севере.

## История
До 1923 года село Федосеевка, входило в состав Николаевской волости, Кокчетавского уезда, Акмолинской области, далее в Советской волости (волостной центр село Николаевское) Кокчетавского уезда.

## Население
В 1989 году население села составляло 269 человек (из них русские — 40%, казахи — 32%).
В 1999 году население села составляло 178 человек (86 мужчин и 92 женщины). По данным переписи 2009 года, в селе проживало 99 человек (51 мужчина и 48 женщин).
| Численность населения | Численность населения | Численность населения |
| 1989                  | 1999                  | 2009                  |
| --------------------- | --------------------- | --------------------- |
| 269                   | ↘178                  | ↘99                   |

## Улицы
- ул. Набережная[5]